# L'Anneau de l'empereur Charles Quint
L'Anneau de l'empereur Charles Quint est un tableau peint par Pierre Révoil en 1810. Il est conservé à l'ambassade de France à Madrid. 

## Contexte de conception

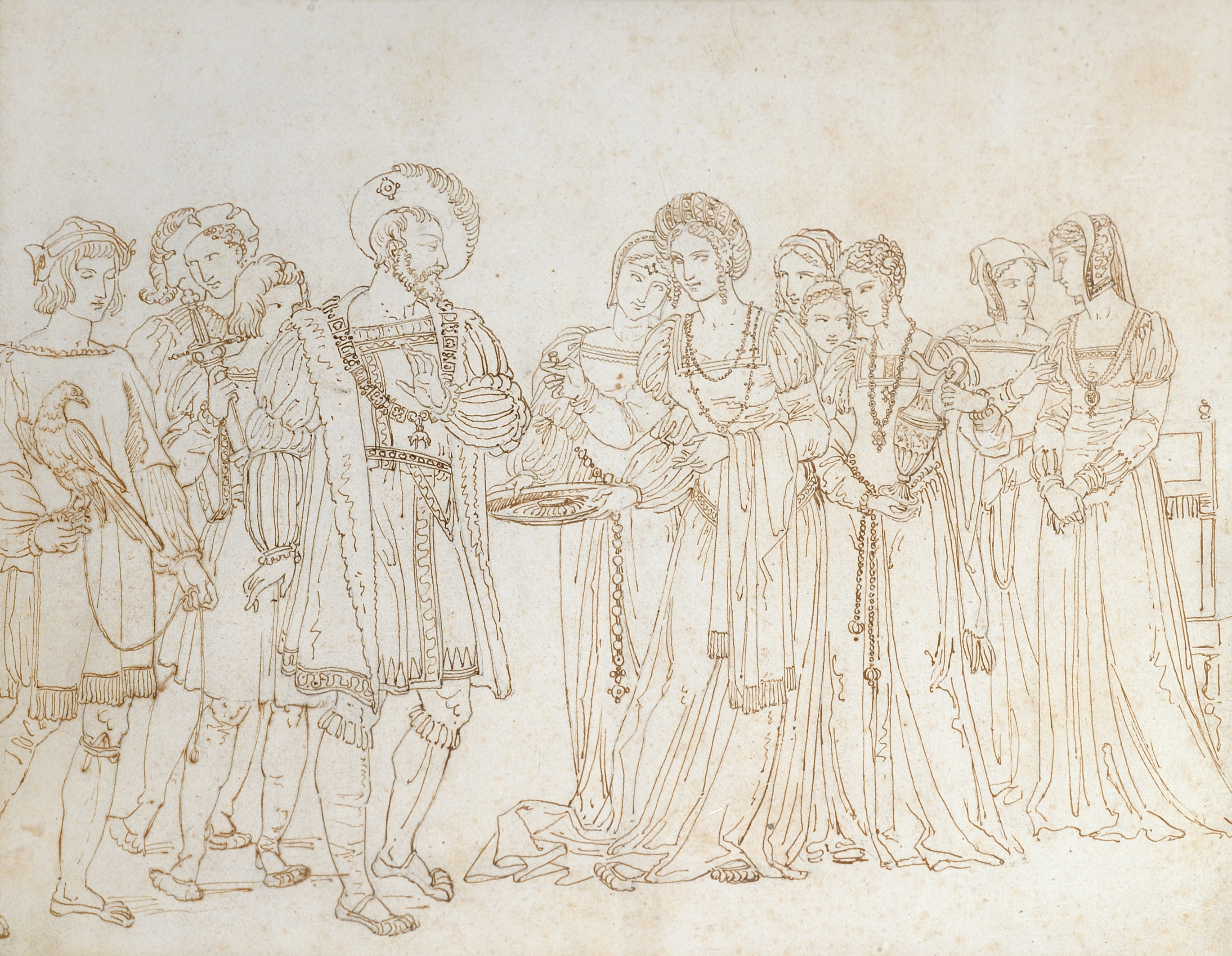
Étude pour lAnneau de l'empereur Charles Quint, vers 1810

Ce tableau marque un changement dans l'œuvre de Pierre Révoil : initialement ancré dans le néo-classicisme, Pierre Révoil démarre avec "L'Anneau de l'empereur Charles Quint" une série de tableaux de style troubadour. Ce changement aurait été inspiré par un ami du peintre, Fleury Richard.

## Sujet historique
Le tableau relate un fait historique sur les relations entre Charles Quint et François Ier, qui aurait eu lieu en 1540, à Gand.

## Réception
Le tableau a été pour la première fois exposé au Salon de Paris de 1810. Il a connu un vif succès si bien qu'il a été à nouveau exposé au Salon de 1814.

## Historique
En 2014, le tableau est prêté au Musée des beaux-arts de Lyon dans le cadre de l'exposition L'invention du passé. Histoires de cœur et d'épée en Europe, 1802-1850.